# Terminal aéroportuaire
Ne doit pas être confondu avec Aérogare.

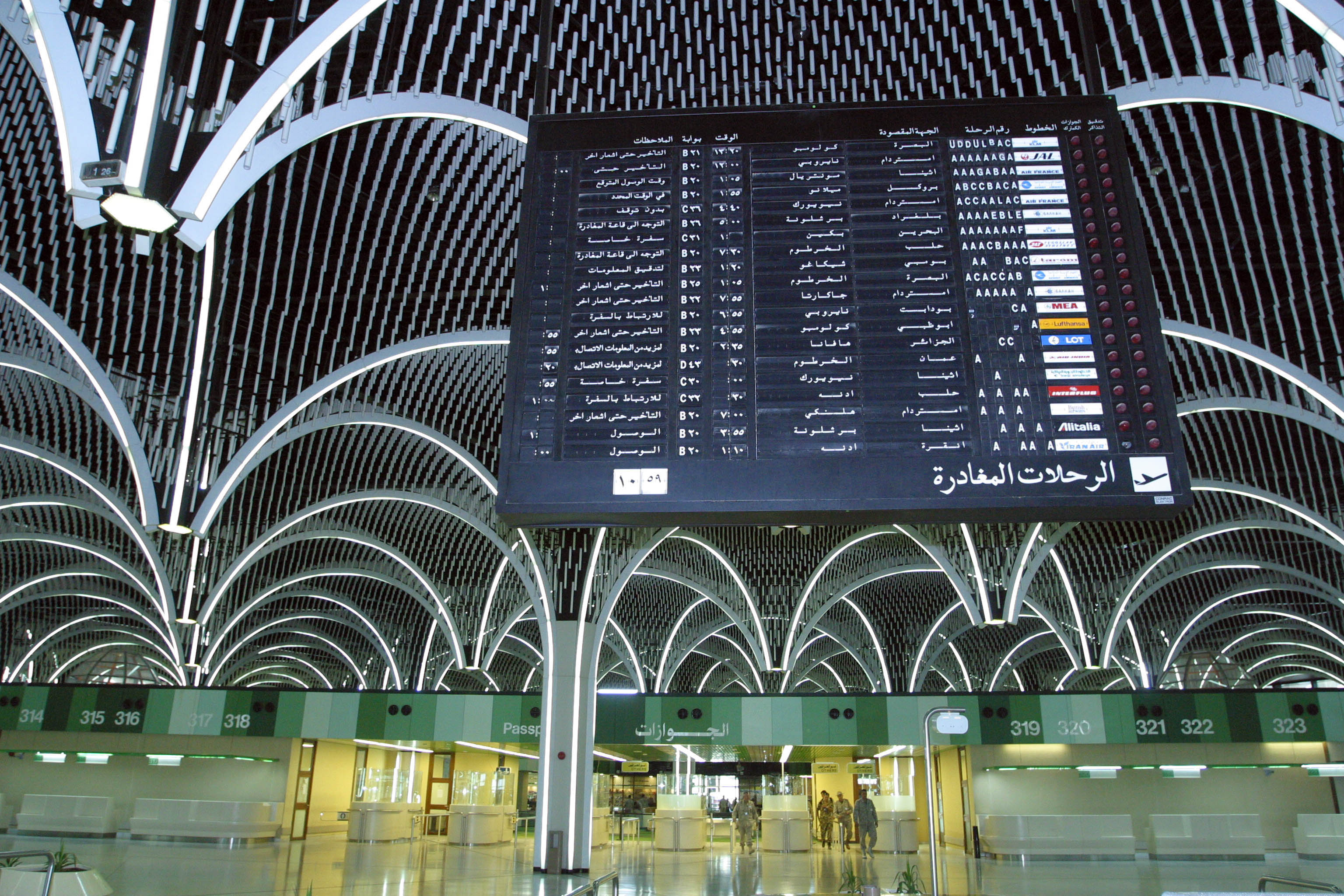
L'intérieur de l'aéroport international de Bagdad.

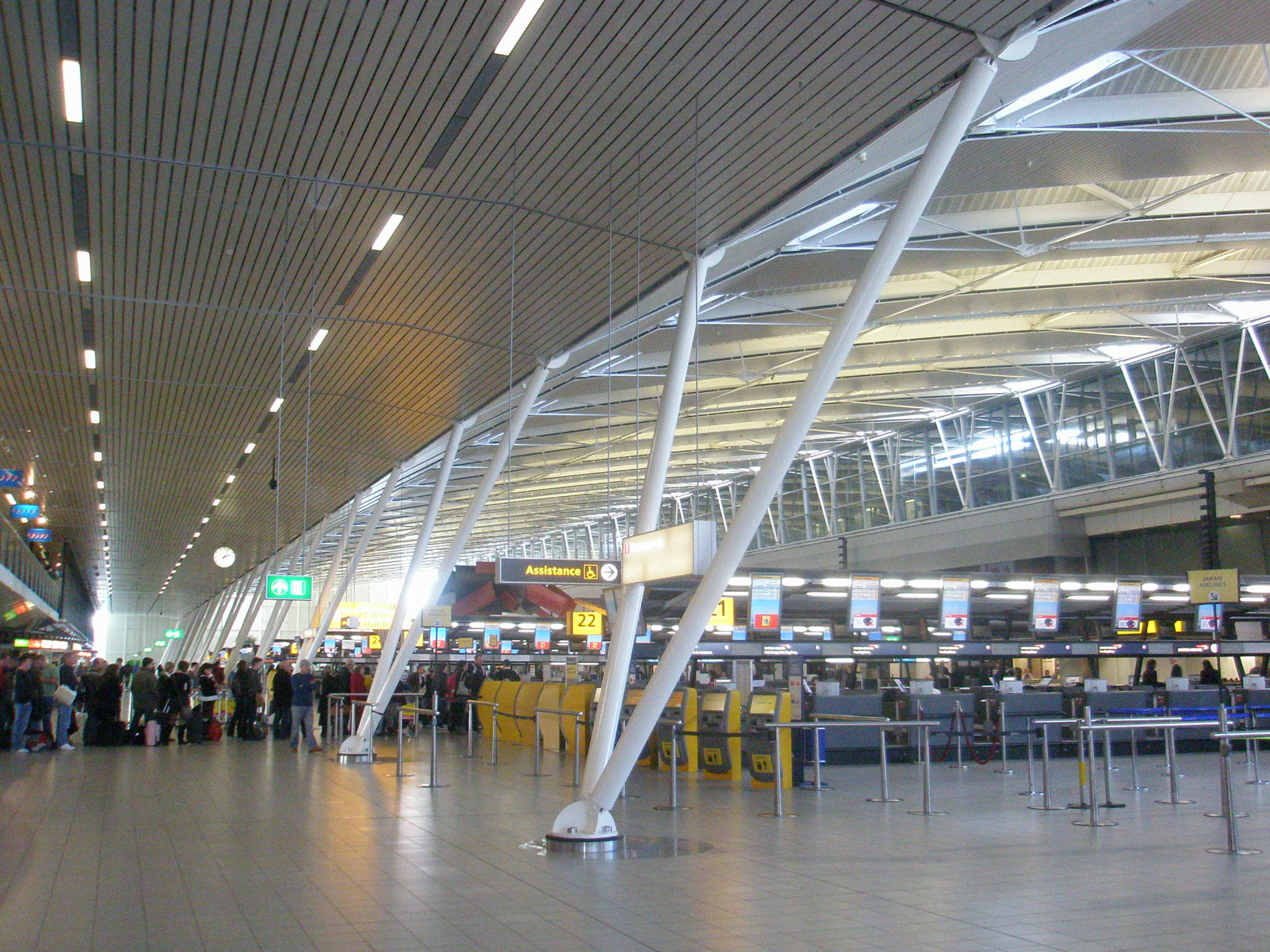
Hall 3 à l'aéroport d'Amsterdam-Schiphol.

Un terminal d'aéroport est une partie d'une aérogare d'un aéroport permettant le transfert des passagers entre leur moyen de transport terrestre vers les équipements permettant d'embarquer ou débarquer des avions.
Les passagers arrivent en voiture, taxi, bus, métro ou train à l'aéroport pour accéder au terminal d'aéroport désiré selon leur destination. Ils peuvent y acheter leur billet d'avion, y enregistrer leurs bagages, et passent par les contrôles de sécurité. Les bâtiments qui abritent les accès aux avions (appelés portes) s'appellent aérogares. Toutefois, les termes terminal et aérogare peuvent être utilisés indifféremment selon la configuration de l'aéroport.
Les petits aéroports ont un seul terminal, tandis que les plus grands peuvent en avoir plusieurs. Souvent, le seul terminal d'un petit aéroport fait office à la fois de terminal et d'aérogare.
Certains grands aéroports ont un terminal connecté à de multiples aérogares via des allées, des passerelles, ou des tunnels (comme à l'aéroport international de Denver). D'autres ont plus d'un terminal, chacun avec un ou plusieurs aérogares (aéroport LaGuardia de New York, Paris aéroport Roissy-Charles-de-Gaulle 1 et 2, par exemple), et d'autres encore plusieurs terminaux qui incorporent tous toutes les fonctions d'une aérogare (aéroport international de Dallas-Fort Worth).
La plupart des terminaux sont d'un style assez ordinaire. Toutefois, il en existe de taille monumentales, comme celui de l’aéroport international de Denver, et d'autres sont considérés des chefs-d'œuvre de l'architecture - le Terminal 1 de l'aéroport Roissy-Charles-de-Gaulle, par exemple, ou le Terminal 5 de l'aéroport international John-F.-Kennedy de New York. Quelques-uns reflètent la culture de la région, comme à l'aéroport international d'Albuquerque au Nouveau-Mexique, créé par l'architecte John Gaw Meem dans le style Pueblo Revival.

## Modèles
Les premiers terminaux d'aéroport donnaient directement sur les pistes. Les passagers marchaient jusqu'à leur avion ou prenaient un bus qui les y menait. Cette version de terminal est encore courante parmi les petits aéroports (l'aéroport de Paris Beauvais Tillé en est un exemple), et beaucoup de grands aéroports ont des portes permettant d'accéder à des bus, pour atteindre les avions garés loin du terminal.

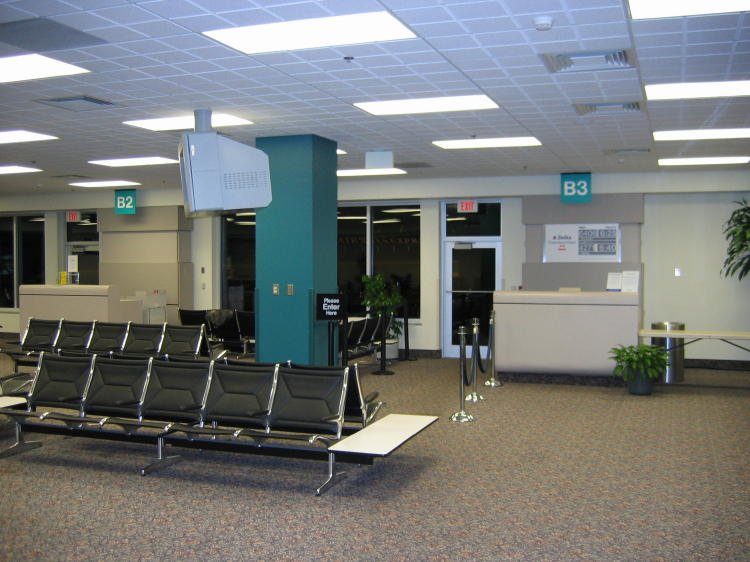
L'accès aux portes à l'aéroport régional d'Asheville.

Le modèle passerelle utilise un bâtiment long et étroit, avec les avions garés des deux côtés. Une extrémité mène aux carrousels à bagages et aux ponts de vente de billet. Les passerelles permettent d'accueillir plus d'avions avec une structure simple, mais font faire un long trajet de l'enregistrement des passagers jusqu'à la porte (800m dans le cas de l'aéroport international du Kansai). La plupart des aéroports internationaux ont des passerelles, y compris les aéroports de Londres Heathrow et Amsterdam Schiphol.
Un terminal satellite est un bâtiment détaché des autres ; les avions peuvent donc être garés tout autour. Les piétons sont acheminés par l'intermédiaire de bus spéciaux autorisés à circuler sur le tarmac, ou par des passages souterrains. On en trouve par exemple dans les aéroports de Londres Gatwick - le premier aéroport à utiliser ce genre de terminal - , de Paris CDG ou encore de Genève.
Ce fut le premier schéma architectural choisi pour l'aéroport international de Los Angeles, depuis converti au modèle passerelle. Le premier aéroport à relier ses terminaux par un transport hectométrique fut l'aéroport international de Tampa ; c'est le système standard aujourd'hui.
L'aéroport Roissy-Charles-de-Gaulle (Terminal 1) et l'aéroport de Londres Gatwick (Terminal Sud) ont chacun des terminaux satellite ronds. L'aéroport international d'Orlando et l'aéroport international de Pittsburgh ont des terminaux satellites à plusieurs passerelles. L'aéroport international de Denver, l'aéroport international de Cincinnati-Nord-du-Kentucky et l'aéroport international Hartsfield-Jackson d'Atlanta ont des terminaux satellite linéaires connectées par des passerelles souterraines. L'aéroport international de Kuala Lumpur a un terminal satellite en forme d'étoile, utilisé pour les vols internationaux.
D'autres aéroports utilisent le terminal semi-circulaire, avec les avions garés d'un côté et les véhicules terrestre de l'autre. Ce modèle provoque de longs trajets pour les passagers en escale et des courts trajets pour les autres. Des exemples d'aéroports utilisant des terminaux semicirculaires sont l'aéroport international Roissy-Charles-de-Gaulle (Terminal 2), l'aéroport international de Dallas-Fort Worth et le nouvel aéroport de Chitose, desservant la ville de Sapporo dans le nord du Japon.
Un modèle plus rare est la salle d'attente mobile, où les passagers sont transportés depuis leur porte à leur avion dans un grand véhicule qui se connecte directement avec le terminal et l'avion. L'aéroport international de Dulles et l'aéroport international Montréal-Mirabel ont tous les deux utilisé ce genre de terminal.

### Sections d'un terminal
Avant les contrôles de sécurité le passager passe par l'enregistrement et la zone des magasins et restaurants. Après, il passe par les magasins duty-free, d'autres magasins et restaurants, puis les salles d'attente, et, lors de l'atterrissage et débarquement, la douane et les carrousels à bagages.

## Transport terrestre

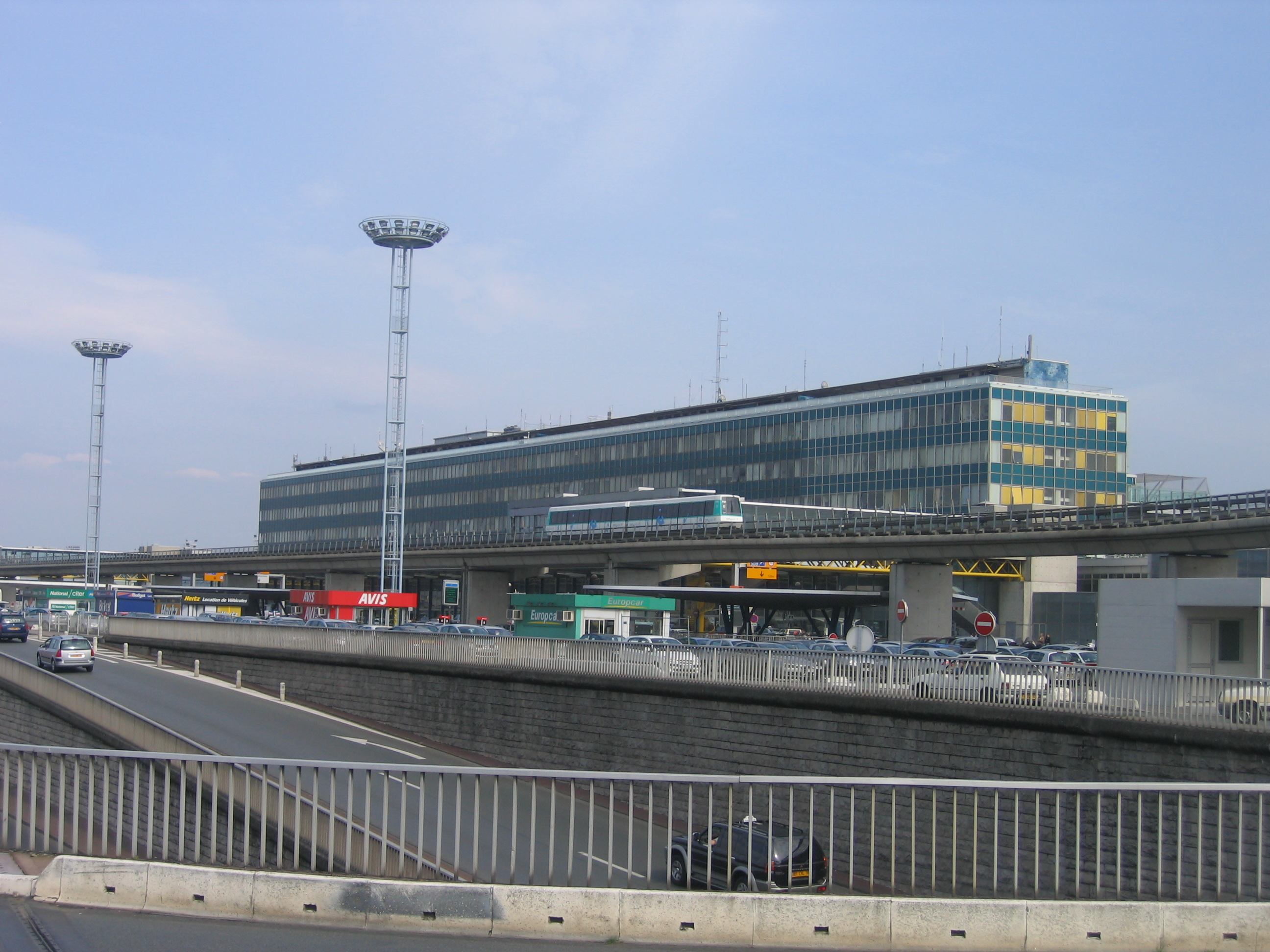
L'accès à l'aéroport d'Orly (dans la photo, le Terminal Sud) peut se faire en voiture, en bus ou en OrlyVal (un exemple de transport hectométrique).

Beaucoup d'aéroports de taille petite ou moyenne ont une seule rue de deux ou de trois voies, utilisée par les voitures privées et les bus pour y déposer ou y prendre des passagers.
Le plus souvent, les grands aéroports internationaux ont deux rues à sens unique sur des niveaux différents - l'un pour les départs et l'autre pour les arrivées. Ils peuvent aussi être desservis par une liaison ferroviaire directe avec le centre-ville par des trains de banlieue, des métros légers ou des métros souterrains. Les plus grands aéroports peuvent avoir des connexions directes avec l'autoroute la plus proche. Finalement, il y a souvent plusieurs stands de sociétés de location de voitures ou de taxis opérant dans ou autour du terminal.

## Dans le cinéma
L'histoire du réfugié iranien Mehran Karimi Nasseri, qui vécut 18 ans dans le Terminal 1 de l'aéroport Roissy-Charles-de-Gaulle, a été racontée par plusieurs films :
- Tombés du ciel (1994)
- Here to Where (2001)
- Le Terminal (2004)